# Філавандрель
Філавандрель аен Фідаїль (пол. Filavandrel aén Fidháil) — персонаж літературного циклу "Відьмак" польського письменника Анджея Сапковського, ельф, радник королеви Дол Блатанна. Став героєм екранізацій циклу.

## Біографія
У книгах Сапковського Філавандрель — Aen Saevherne, ватажок вільних ельфів Синіх Гор. Після утворення ельфійської держави Дол Блатан він став одним з радників його королеви, Францески Фіндабайр. Філавандрель негативно ставився до вимушеного зречення ельфів Дол Блатанна від руху скоя'таелей, вважаючи цей крок зрадою.

## У серіалах
У польському телесеріалі "Відьмак" Філавандреля зіграв Даніель Ольбрихський. В американсько-польському серіалі з тією ж назвою, перший сезон якого вийшов на екрани в грудні 2019 року, Філавандреля зіграв Том Кентон. Цей герой з'являється у другій серії, "Чотири марки", частково заснованій на оповіданні Анджея Сапковського «Край світла». Критики відзначають, що початковий сюжет виявився зім'ятим, через що не вдалося належним чином розкрити персонажів.
На думку деяких рецензентів, Філавандрель та його прихильники вийшли в американському «Відьмаку» негативними героями; їх навіть порівнюють з есесівцями та терористами. З іншого боку, у книзі Філавандрель відпустив Геральта та Лютика лише тому, що йому було наказано це зробити; в серіалі ж, мабуть, він переконується, що його бранці не заслуговують на смерть. За словами одного з кітиків, це «гнані та озлоблені створіння, яких люди утискають і тримають у гетто — а ті у відповідь ідуть партизанити».
Заздалегідь стало відомо, що Філавандрель з'явиться і в другому сезоні серіалу. Крім того, він став одним із персонажів анімаційного фільму "Відьмак: Кошмар вовка" (2021).